# Naomi Novik

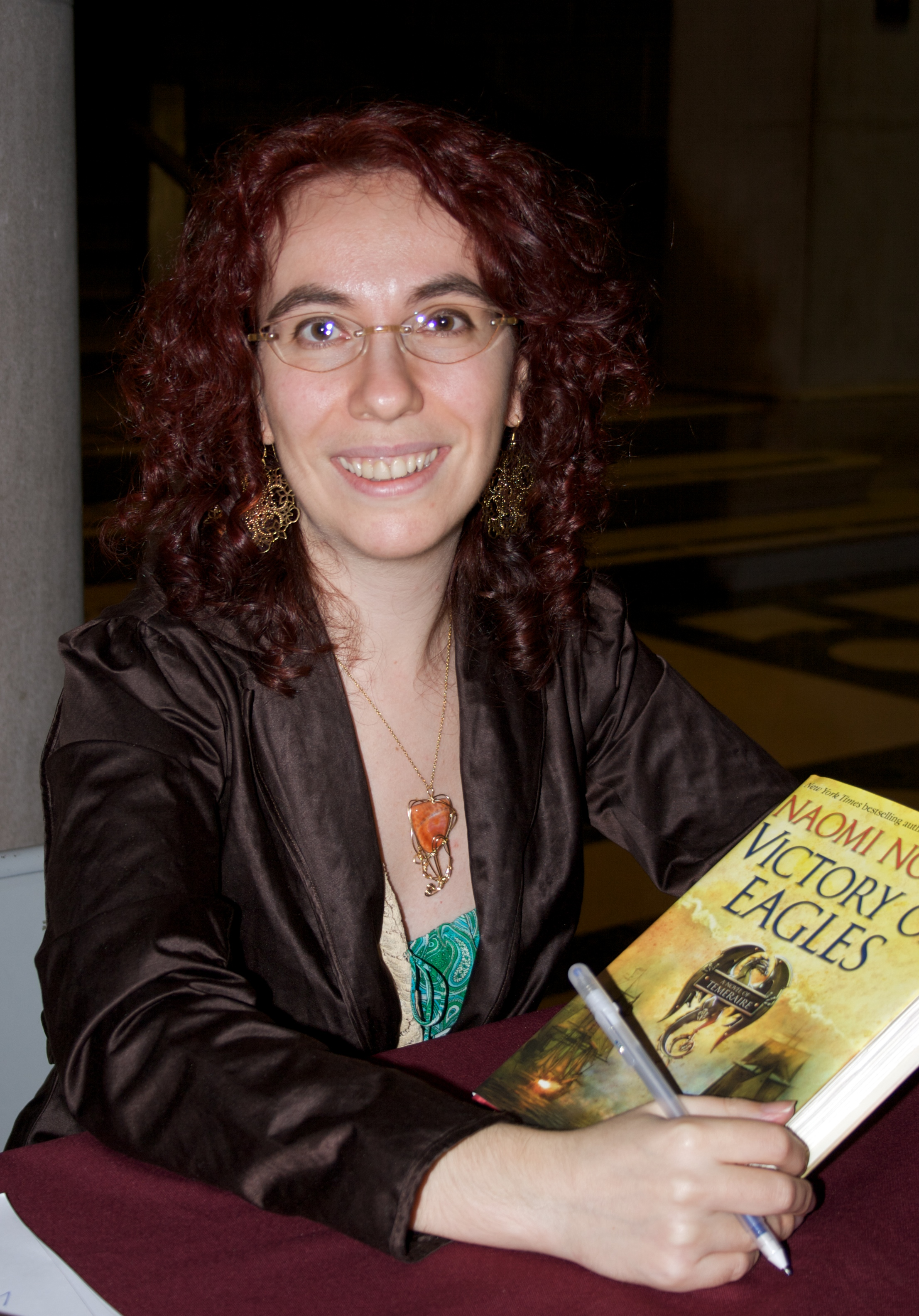
Naomi Novik (2008)

Naomi Novik (* 30. April 1973 in New York) ist eine US-amerikanische Schriftstellerin.

## Leben
Novik studierte Englische Literatur an der Brown University und erwarb einen Master in Informatik an der Columbia University. Sie war an Design und Entwicklung des Computerspiels Neverwinter Nights: Schatten von Undernzit beteiligt, bis sie das Schreiben dem Spieledesign vorzog.

## Auszeichnungen
- 2007: Compton Crook/Stephen Tall Award für das Beste Erstlingswerk im Bereich Science Fiction/Fantasy für His Majesty’s Dragon
- 2007: Locus Award für das Beste Erstlingswerk, Temeraire: His Majesty’s Dragon/Throne of Jade/Black Powder War
- 2007: John W. Campbell Best New Writer Award
- 2016: Nebula Award für den Roman Uprooted[2] (dt. Das dunkle Herz des Waldes)
- 2016: British Fantasy Award für den Roman Uprooted
- 2016: Locus Award für den besten Roman (Fantasy) für Uprooted
- 2019: Locus Award für den besten Roman (Fantasy) für Das kalte Reich des Silbers

## Bibliographie
Ihr erster Roman, His Majesty’s Dragon, der die Reihe Temeraire (dt. Die Feuerreiter Seiner Majestät) beginnt, ist eine alternative Geschichte der Napoleonischen Kriege in einer Welt, in der Drachen im Luftkampf eingesetzt werden.

### Englische Ausgaben
Temeraire
1. Naomi Novik: His Majesty’s Dragon. Del Rey Books, 2006, ISBN 0-345-48128-3.
2. Naomi Novik: Throne of Jade. Del Rey Books, 2006, ISBN 0-345-48129-1.
3. Naomi Novik: Black Powder War. Del Rey Books, 2006, ISBN 0-345-48130-5.
4. Naomi Novik: Empire of Ivory. Del Rey Books, 2007, ISBN 978-0-345-49687-4.
5. Naomi Novik: Victory of Eagles. Del Rey Books, 2008, ISBN 978-0-00-725915-1.
6. Naomi Novik: Tongues of Serpents. Del Rey Books, 2010, ISBN 978-0-345-49689-8.
7. Naomi Novik: Crucible of Gold. Del Rey Books, 2012, ISBN 978-0-345-52286-3.
8. Naomi Novik: Blood Of Tyrants. Del Rey Books, 2013, ISBN 978-0-345-52289-4.
9. Naomi Novik: League of Dragons. Del Rey Books, 2016, ISBN 978-0-345-52292-4.

Erzählungen aus dem Temeraire-Universum
1. Naomi Novik: Feast or Famine. Veröffentlicht auf der Autorenwebsite.[3]
2. Naomi Novik: Vici. In: Jack Dann, Gardner Dozois: The Dragon Book. Penguin Publishing Group, 2009, ISBN 978-0-441-01920-5.
3. Naomi Novik: In Autumn, A White Dragon Looks Over The Wide River. In: Jonathan Strahan, Marianne S. Jablon: Wings of Fire. Night Shade Books, 2010, ISBN 978-1-59780-187-4.
4. Naomi Novik: In Favour with Their Stars. In: Shawn Speakman: Unfettered. Orbit, 2013, ISBN 978-0-9847136-3-9.
5. Naomi Novik: Golden Age and Other Stories. Subterranean Press, 2017, ISBN 978-1-59606-829-2.
  1. Volly´s Cow
  2. Planting Season
  3. Dawn of Battle
  4. Golden Age
  5. Succession
  6. Dragons and Decorum

Einzelromane
- Naomi Novik: Uprooted. Del Rey Books, 2015, ISBN 978-0-8041-7903-4.
- Naomi Novik: Spinning Silver. Macmillan, 2018, ISBN 978-1-5098-9901-2.

Deadly-Education-Trilogie
1. Naomi Novik: A Deadly Education. Del Rey, 2020, ISBN 978-1-5291-0085-3.
2. Naomi Novik:  The Last Graduate. Del Rey, 2021, ISBN 978-0-593-12886-2.
3. Naomi Novik: The Golden Enclaves. Del Rey, 2022, ISBN 978-0-593-15835-7.

Kurzgeschichtenanthologie
- Naomi Novik: Buried Deep and Other Stories. Del Rey, 2024, ISBN 978-1-5299-1621-8.

### Deutsche Ausgaben
Die Feuerreiter Seiner Majestät
- Naomi Novik: Drachenbrut. Blanvalet, Berlin 2007, ISBN 978-3-442-24443-0.
- Naomi Novik: Drachenprinz. Blanvalet, Berlin 2007, ISBN 978-3-442-24444-7.
- Naomi Novik: Drachenzorn. Blanvalet, Berlin 2007, ISBN 978-3-442-24445-4.
- Naomi Novik: Drachenglanz. Blanvalet, Berlin 2008, ISBN 978-3-442-26572-5.
- Naomi Novik: Drachenwacht. Penhaligon, München 2009, ISBN 978-3-7645-3015-0.
- Naomi Novik: Drachenflamme. Penhaligon, München 2010, ISBN 978-3-7645-3016-7.
- Naomi Novik: Drachengold. Penhaligon, München 2012, ISBN 978-3-7645-3073-0.
- Naomi Novik: Drachenfeind. Penhaligon, München 2014, ISBN 978-3-7645-3074-7.
- Naomi Novik: Drachensieg. Penhaligon, München 2017, ISBN 978-3-7645-3075-4.

Einzelromane
- Naomi Novik: Das dunkle Herz des Waldes. cbj, München 2016, ISBN 978-3-570-17268-1.
- Naomi Novik: Das kalte Reich des Silbers. cbj, München 2019, ISBN 978-3-570-16549-2.

Scholomance-Trilogie
Hauptartikel: Scholomance-Trilogie
1. Naomi Novik: Scholomance – Tödliche Lektionen. cbj, München 2021, ISBN 978-3-570-16609-3.
2. Naomi Novik: Scholomance – Der letzte Absolvent. cbj, München 2021, ISBN 978-3-570-16610-9.
3. Naomi Novik: Scholomance – Die Goldenen Enklaven. cbj, München 2022, ISBN 978-3-570-16611-6.

Als Übersetzerin der Bücher aus der Scholomance-Trilogie fungiert Doris Attwood. Die früheren Werke der Autorin wurden von Marianne Schmidt ins Deutsche übertragen.

## Verfilmung
Im September 2006 wurde berichtet, dass Peter Jackson die Rechte zur Verfilmung der Temeraire-Reihe erworben hat. Im Dezember 2009 wurde präzisiert, dass es sich um eine TV-Serien-Adaption handeln soll. Nach Angaben von Novik auf Reddit im Jahr 2016 war die Option auf die Verfilmung allerdings verfallen und die Rechte wieder in ihrem Besitz.